# Vogtlandstadion
Le Vogtlandstadion est un stade omnisports allemand, principalement utilisé pour le football, situé à Haselbrunn, quartier de la ville de Plauen, en Saxe.
Le stade, doté de 5 000 places et inauguré en 1934, sert d'enceinte à domicile à l'équipe de football du VFC Plauen.

## Histoire
Le stade ouvre ses portes en 1934 après huit mois de travaux à Haselbrunn, quartier nord de la ville de Plauen près de la forêt de la ville (il est le plus grand stade en plein air de la ville). Il dispose à l'époque de 4 200 places.
Après la Seconde Guerre mondiale, le Vogtlandstadion est agrandi pour devenir un stade d'athlétisme et de football.

## Événements

### Matchs internationaux de football
| Date | Compétition  | Équipes                              | Score | Affluence |
| ---- | ------------ | ------------------------------------ | ----- | --------- |
| 1968 | Tournoi UEFA | Allemagne espoirs — Bulgarie espoirs | 0-1   | 20 000    |

## Galerie

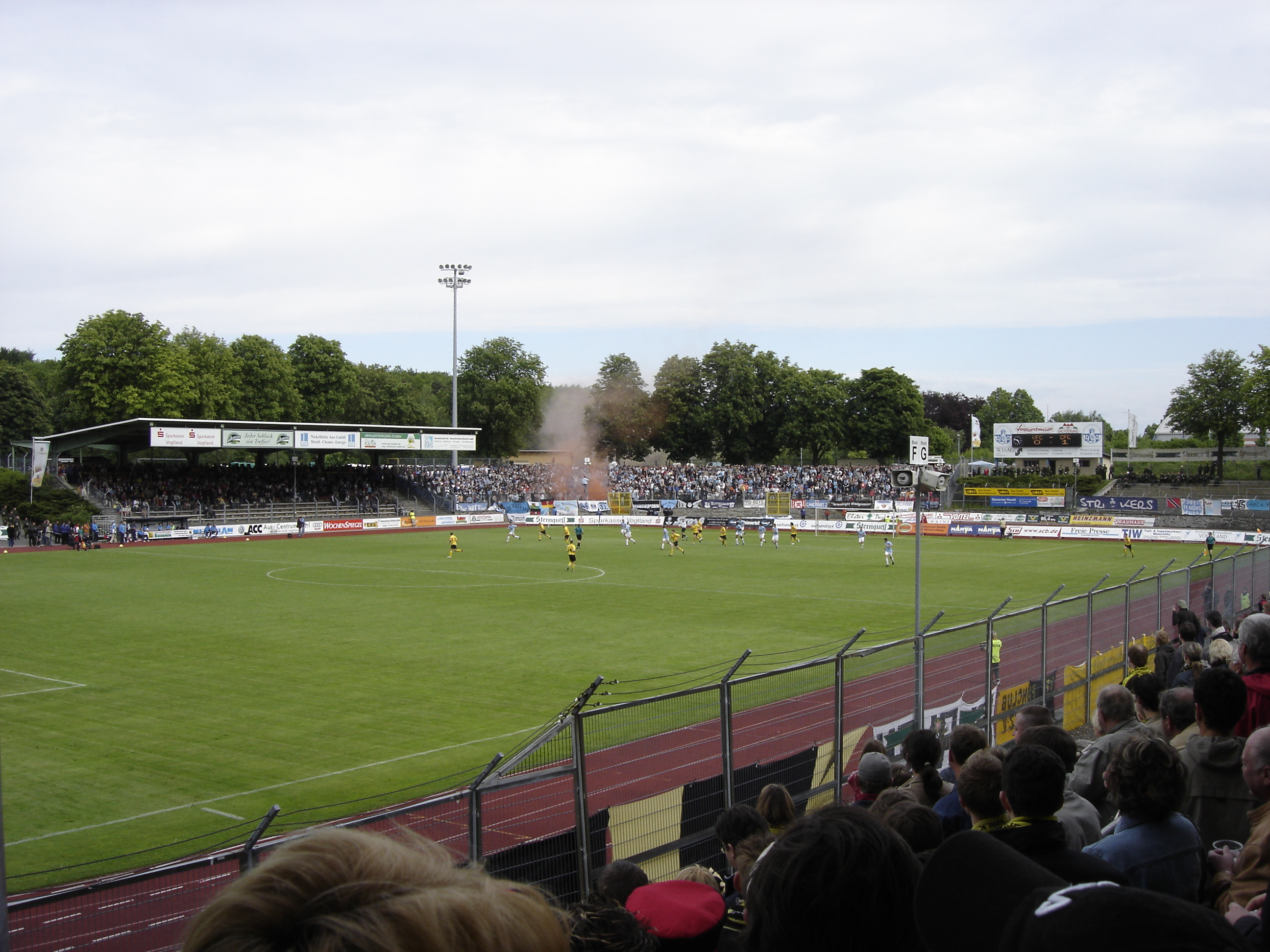
Vue d'un match au stade
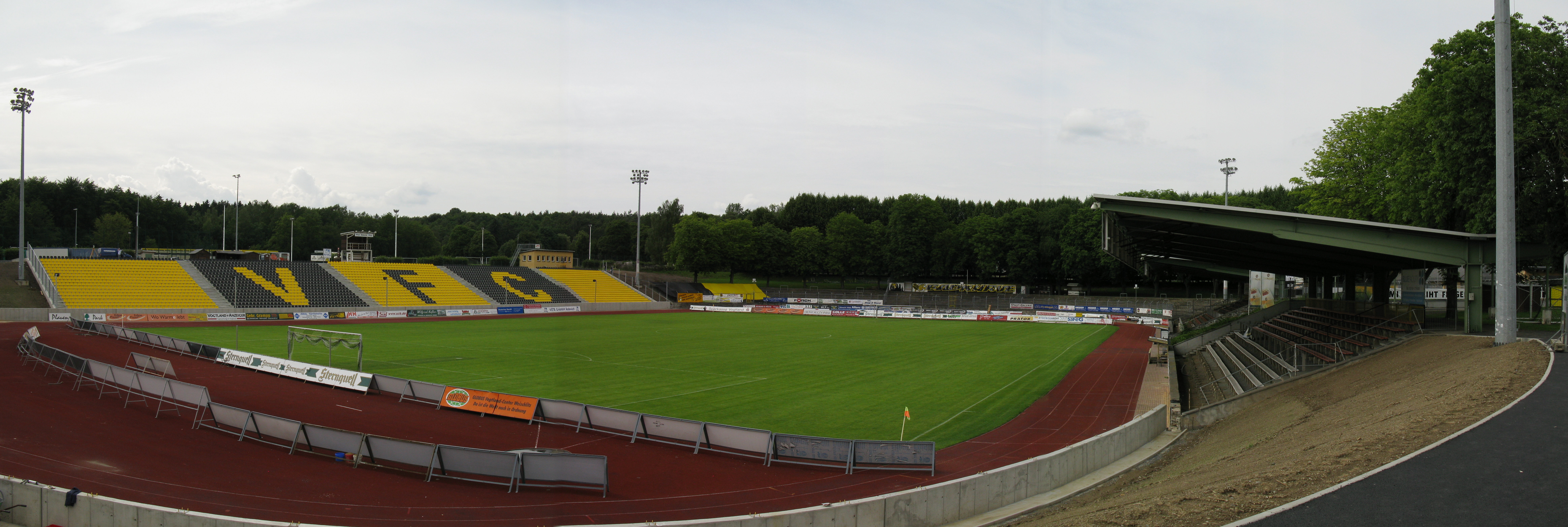
Vue du terrain depuis la tribune